# Groupie (canción)
«Groupie» es una canción del disc jockey y productor Bob Sinclar. Fue lanzado como sencillo el 27 de agosto de 2012 incluido en su álbum, Disco Crash. Contiene el sample de "Pinocchio", una canción incluida en la banda sonora de la miniserie italiana Les Aventures de Pinocchio, compuesta en 1972 por Fiorenzo Carpi.

## Video musical
El video musical que acompañó el estreno de «Groupie», fue lanzado por primera vez en Youtube el 24 de julio de 2012. Tiene una duración total de tres minutos y doce segundos.
En el video se muestra a Bob Sinclar y un grupo de personas vestidas con ropa típica, al estilo de los años 20 y bailando Charlestón, todo en blanco y negro: más adelante, Sinclar, deja la tecnología por tocadiscos, mientras una cantante interpreta la melodía de ritmo electrónico. Está inspirado en la película The Artist.

## Lista de canciones y formatos
| Bélgica – Descarga digital |                                                  |          |  |
| N.º                        | Título                                           | Duración |  |
| 1.                         | «Groupie» (Radio Edit)                           | 3:05     |  |
| 2.                         | «Groupie» (Club Mix)                             | 5:04     |  |
| 3.                         | «Groupie» (Extended Mix)                         | 5:56     |  |
| 4.                         | «Groupie» (Extended Dub Mix)                     | 5:56     |  |
| 5.                         | «Groupie» (Nick & Danny Chatelain Remix)         | 6:30     |  |
| 6.                         | «Groupie» (Danny Roma & Mr B Remix)              | 5:41     |  |
| 7.                         | «Groupie» (Fuzzy Hair Remix)                     | 4:56     |  |
| 8.                         | «Groupie» (Robbie Rivera Shake Your Booty Remix) | 6:15     |  |
| 9.                         | «Groupie» (Tujamo Remix)                         | 5:21     |  |

## Posicionamiento en listas
| Lista (2013)                                | Mejor posición |
| ------------------------------------------- | -------------- |
| Bélgica (Flandes) (Ultratip Bubbling Under) | 40             |
| Bélgica (Valonia) (Ultratip Bubbling Under) | 9              |
| Francia (SNEP)                              | 100            |
| Italia (FIMI)                               | 100            |